# Molnár Dóra (úszó)
Molnár Dóra (Budapest, 2006. június 29. –) Európa-bajnok magyar úszó.

## Pályafutása
Óvodás korában kezdett el úszni. Eleinte vízbiztonság kialakítása céljából, később javasolták számára a versenyszerű úszást.
2021. július első felében a 2021-es ifjúsági úszó-Európa-bajnokságon Rómában a 4 × 100 m gyorsváltóval (Pádár Nikolett, Ugrai Panna, Nyirádi Réka) bronzérmet szerzett, a 4 × 100 m vegyesváltóval (Péter Virág, Ugrai Panna, Nyirádi Réka, Pádár Nikolett) a negyedik, míg a mix 4 × 100 m vegyesváltóval (Balogh Levente, Kardos Dániel, Ugrai Panna) az ötödik helyen végzett, 100 m gyorson nem jutott a döntőbe (összesítésben a tizenhatodik lett).
2022. június második felében a 2022-es úszó-világbajnokságon Budapesten a 4 × 200 m gyorsváltóval (Pádár Nikolett, Késely Ajna, Kapás Boglárka, Jakabos Zsuzsanna) ötödik, 200 m háton hetedik, a 4 × 100 m gyorsváltóval (Pádár Nikolett, Gyurinovics Fanni, Senánszky Petra) pedig nyolcadik lett.
Július elején az ifjúsági úszó-Európa-bajnokságon a romániai Otopeniben 100 m háton, 200 m háton, a 4 × 200 m gyorsváltóval (Ábrahám Lilla, Gyurinovics Lili, Pádár Nikolett) és a mix 4 × 100 m gyorsváltó tagjaként (Magda Boldizsár, Bóna Benedek, Pádár Nikolett) aranyérmes, 100 m gyorson és a 4 × 100 m vegyesváltóval (Barna Bianka, Komoróczy Lora, Pádár Nikolett) ezüstérmes lett; a 4 × 100 m gyorsváltóval (Pádár Nikolett, Rátkai Zsófia, Gyurinovics Lili) a nyolcadik helyen végzett.
Augusztus közepén a 2022-es úszó-Európa-bajnokságon Rómában 200 m háton és a 4 × 200 m gyorsváltóval (Pádár Nikolett, Hosszú Katinka, Késely Ajna, Ábrahám Lilla, Jakabos Zsuzsanna) bronzérmet szerzett, a 4 × 100 m gyorsváltóval (Pádár Nikolett, Gyurinovics Fanni, Senánszky Petra) az ötödik, a mix 4 × 100 m gyorsváltóval (Németh Nándor, Szabó Szebasztián, Pádár Nikolett, Mészáros Dániel, Ábrahám Lilla, Gyurinovics Fanni) a hetedik helyen végzett, 100 m háton nem jutott a döntőbe (összesítésben a tizenkettedik lett).
Az augusztus végén és szeptember elején rendezett ifjúsági úszó-világbajnokságon a perui Limában 100 m háton, a 4 × 100 m gyorsváltóval (Ábrahám Lilla, Pádár Nikolett, Gyurinovics Lili), a 4 × 200 m gyorsváltóval (Pádár Nikolett, Gyurinovics Lili, Ábrahám Lilla) és a mix 4 × 100 m gyorsváltó tagjaként (Mészáros Dániel, Bóna Benedek, Pádár Nikolett) aranyérmet, 200 m háton ezüstérmet szerzett, a 4 × 100 m vegyesváltóval (Barna Bianka, Komoróczy Lora, Pádár Nikolett) negyedik lett.
2023. július elején az ifjúsági úszó-Európa-bajnokságon Belgrádban 200 m háton, a 4 × 200 m gyorsváltóval (Pádár Nikolett, Gyurinovics Lili, Ábrahám Lilla Minna), és a mix 4 × 100 m gyorsváltóval (Magda Boldizsár, Harsányi Mátyás, Pádár Nikolett) aranyérmes, a 4 × 100 m gyorsváltó (Ábrahám Lilla Minna, Gyurinovics Lili, Pádár Nikolett) tagjaként ezüstérmes, 100 m gyorsúszásban pedig bronzérmes lett. 100 m háton nem jutott a döntőbe (összesítésben a 9. helyen végzett).
Július második felében a 2023-as úszó-világbajnokságon Fukuokában a 4 × 200 m gyorsváltóval (Ábrahám Lilla, Késely Ajna, Pádár Nikolett) hetedik lett; nem jutott döntőbe 100 m hátúszásban (összesítésben a 34. helyen zárt) és a 4 × 100 m gyorsváltóval (Senánszky Petra, Ábrahám Lilla, Pádár Nikolett; összesítésben a 13. helyen végeztek).
Decemberben a 2023-as rövid pályás úszó-Európa-bajnokságon Otopeniben nem jutott döntőbe: 100 m háton összesítésben 10., 200 m háton összesítésben 9., 200 m gyorsúszásban összesítésben a 26. lett.
2024. február első felében a 2024-es úszó-világbajnokságon Dohában 200 m hátúszásban 7., a 4 × 200 m gyorsváltóval (Pádár Nikolett, Ábrahám Lilla, Késely Ajna) pedig a 8. lett.
Június közepén a 2024-es úszó-Európa-bajnokságon Belgrádban a 4 × 100 m gyorsváltóval (Senánszky Petra, Ábrahám Lilla, Ugrai Panna, Pádár Nikolett, Jakabos Zsuzsanna) és a mix 4 × 200 m gyorsváltóval (Márton Richárd, Holló Balázs, Ábrahám Lilla, Pádár Nikolett, Kovács Attila, Magda Boldizsár) aranyérmes, 200 m háton és a 4 × 200 m gyorsváltóval (Ábrahám Lilla, Késely Ajna, Pádár Nikolett, Jakabos Zsuzsanna, Ugrai Panna) ezüstérmes lett, 100 m háton a nyolcadik helyen végzett.
Július elején az ifjúsági úszó-Európa-bajnokságon Vilniusban a 4 × 200 m gyorsváltóval (Szabó Lilla, Jackl Vivien, Ábrahám Lilla, Rékasi Eszter, Abonyi-Tóth Glenda) aranyérmes, 200 háton és 200 gyorson bronzérmes lett, a 4 × 100 m gyorsváltóval (Rékasi Eszter, Ábrahám Lilla, Komoróczy Lora) a negyedik, 100 m gyorson az ötödik, a mix  4 × 100 m gyorsváltó tagjaként (Kakuk Koppány, Pápai Olivér, Ábrahám Lilla, Mozsarik Levente) pedig a hatodik helyen végzett. 100 m háton nem jutott a döntőbe (összesítésben a tizenharmadik lett). A 2024-es párizsi olimpián 200 méteres hátúszásban nem jutott döntőbe, összesítésben a 12. helyen végzett. A 2024-es rövid pályás úszó-világbajnokságon a 4 × 200 méteres gyorsváltó (Pádár Nikolett, Ugrai Panna, Ábrahám Minna) tagjaként ezüstérmet szerzett.
2025 februárjában a Ferencvárosi TC sportolója lett.

### Magyar bajnokság
| 50 méteres medence   | 2020 | 2021 | 2022 | 2023 | 2024 |
| -------------------- | ---- | ---- | ---- | ---- | ---- |
| 100 m gyors          |      |      | 3.   | 4.   | 2.   |
| 200 m gyors          |      |      |      | 6.   | 2.   |
| 50 m hát             |      |      | 6.   | 7.   |      |
| 100 m hát            |      |      | 1.   | 3.   | 1.   |
| 200 m hát            | 5.   | 6.   | 2.   | 3.   | 2.   |
| 4 × 100 m gyors      |      | 6.   | 5.   | 2.   | 3.   |
| 4 × 200 m gyors      | 5.   |      | 6.   | 7.   | 4.   |
| 4 × 100 m vegyes     |      |      | 5.   | 6.   |      |
| mix 4 × 100 m gyors  | 3.   | 6.   |      |      |      |
| mix 4 × 100 m vegyes | 2.   | 2.   |      |      |      |

## Rekordjai
100 m gyors
- 55,07 (2024. április 9., Budapest)

200 m gyors
- 1:58,95 (2024. április 11., Budapest)

100 m hát
- 1:01,55 (2022. április 21., Debrecen) 16 éves korosztályos magyar csúcs
- 1:00,83 (2022. április 21., Debrecen) 16 éves korosztályos magyar csúcs

200 m hát
- 2:09,02 (2024. június 18., Belgrád)